# Regionalverkehr Bern-Solothurn
Regionalverkehr Bern-Solothurn (Traffico regionale Berna-Soletta, acronimo RBS) è una società di trasporto regionale svizzera. Gestisce diverse linee ferroviarie a scartamento ridotto, tra cui la principale è la linea che collega Berna a Soletta, ma anche linee di tram e di bus nella regione di Berna, in Svizzera.
È stata creata nel 1984 dalla fusione della Vereinigten Bern-Worb Bahnen (VBW) e la Solothurn-Zollikofen-Bern-Bahn (SZB).
La società è per il 94 % proprietà della Confederazione Svizzera, dei cantoni e dei comuni toccati.